# Glosa (językoznawstwo)
Glosa (z strgr. γλῶσσα glōssa „język”) – adnotacja umieszczona w tekście, najczęściej między wierszem tekstu oryginalnego i jego tłumaczeniem, zawierająca dodatkowe objaśnienia nt. wymowy, składni czy fleksji. Glosy pomagają czytelnikowi w odnalezieniu i wyśledzeniu związków między oryginałem i tłumaczeniem, a także w pojęciu struktury języka, z którego tłumaczono. W swojej najprostszej formie glosy to dosłowne tłumaczenia tekstu źródłowego.
Proces dodawania glos nazywa się glosowaniem.